# Capas homoclinales

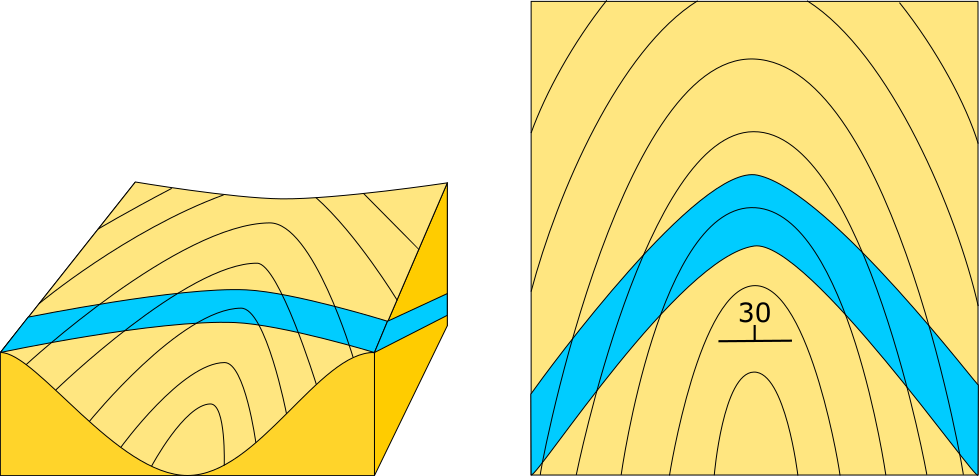
Modelo de una capa homoclinal. Capa que buza pendiente arriba.

Las capas homoclinales son capas donde sus trazas son paralelas entre sí, cuyo buzamiento y rumbo se conservan relativamente iguales en un área; las capas homoclinales pueden estar tendidas en posición inclinada, horizontal o vertical.

## Definiciones
Afloramiento: exposición litológica de la formación geológica sobre la superficie del terreno.
Traza: línea que se forma con la intersección del plano de la formación geológica con la superficie del terreno.
Espesor real (ER): distancia perpendicular  entre el techo y el piso de una capa; este espesor también se le conoce como espesor verdadero, espesor estratigráfico o espesor de capa.
Espesor aparente (EA): medida horizontal entre el techo y el piso de una capa en dirección perpendicular al rumbo de capa; también conocido como anchura de afloramiento.

## Espesor real y espesor aparente
El espesor real de una capa horizontal, es la distancia vertical medida perpendicularmente entre las trazas del techo y del piso. El espesor real de una capa vertical, es la distancia horizontal medida perpendicularmente entre las trazas del piso y del techo de la capa. El espesor aparente es siempre igual o mayor al espesor real.

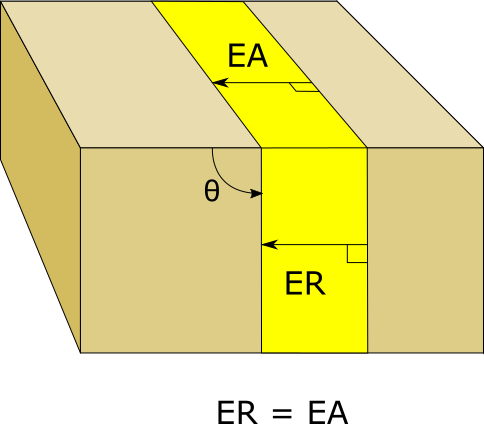
Espesor real
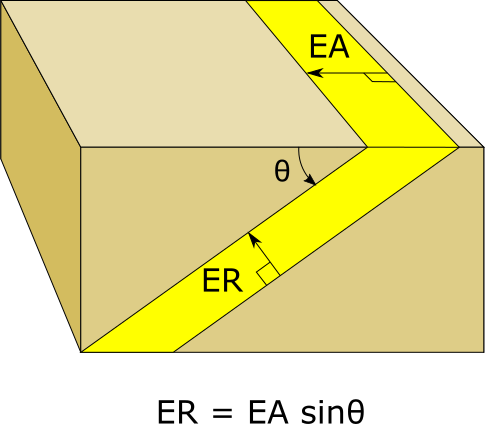
Espesor aparente
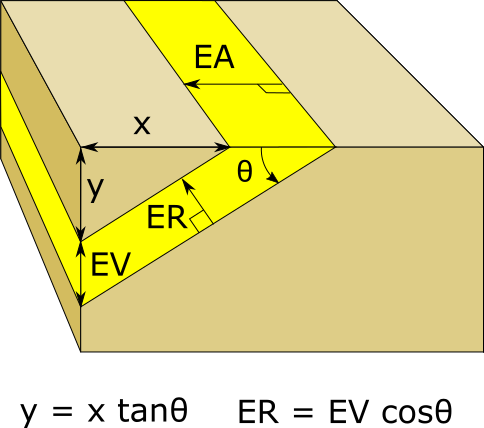
Capa inclinada

El espesor real y el espesor aparente de las capas inclinadas se pueden hallar, construyendo gráficamente a la misma escala del mapa, una sección estructural al rumbo de las capas, con  el buzamiento más destacado, en la cual se proyecta el techo y el piso de la capa.
Si conocemos el espesor aparente (EA) y el ángulo de buzamiento (θ) de una capa que aflora en una superficie de terreno horizontal, se puede calcular su espesor real (ER) mediante la siguiente ecuación:
{\displaystyle ER=EA\sin \theta }

### Profundidad de capa
También se puede calcular la profundidad (y) a la cual se encuentra la capa inclinada a una determinada distancia (x), medida en dirección al rumbo de la capa:
{\displaystyle y=x\tan \theta }
El espesor real (ER) y el espesor vertical (EV) se relaciona por medio de la siguiente ecuación:
{\displaystyle ER=EV\cos \theta }
En superficie de terreno inclinado, el espesor verdadero depende del ángulo de buzamiento como de la pendiente del terreno. En este caso, es necesario medir el espesor aparente (EA) y la altura (h) entre el techo y el piso de la capa.